# NXT TakeOver: Unstoppable
NXT TakeOver: Unstoppable est est un Premium Live Event de catch (lutte professionnelle) produit par la World Wrestling Entertainment, une fédération de catch américaine qui est diffusée et visible en streaming payant sur le WWE Network. Cet événement met en avant les Superstars de NXT, le club-école de la compagnie. Il a eu lieu le 22 mai 2015 au Full Sail University à Winter Park (Floride). Il s'agit de la sixième édition de  NXT TakeOver. 

## Contexte
Les spectacles de la World Wrestling Entertainment (WWE) sont constitués de matchs aux résultats prédéterminés par les scénaristes de la WWE. Ces rencontres sont justifiées par des storylines – une rivalité avec un catcheur, la plupart du temps – ou par des qualifications survenues dans les shows de la WWE telles que Raw, SmackDown et NXT. Tous les catcheurs possèdent une gimmick, c'est-à-dire qu'ils incarnent un personnage gentil (Face) ou méchant (Heel), qui évolue au fil des rencontres. Un événement comme Unstoppable est donc un événement tournant pour les différentes storylines en cours,.

## Tableau des matchs
| Ordre par numéros                                                                         | Résultat                                                                                       | Stipulation(s)                                                     | Temps |
| ----------------------------------------------------------------------------------------- | ---------------------------------------------------------------------------------------------- | ------------------------------------------------------------------ | ----- |
| 1                                                                                         | The Demon Finn Bálor bat Tyler Breeze                                                          | Match simple Le gagnant deviendra aspirant n°1 au NXT Championship | 11:30 |
| 2                                                                                         | Bayley et Charlotte battent Dana Brooke et Emma                                                | Tag Team match                                                     | 6:51  |
| 3                                                                                         | Baron Corbin bat Rhyno                                                                         | Match simple                                                       | 7:15  |
| 4                                                                                         | Blake (c) et Murphy (c) (avec Alexa Bliss) battent Enzo Amore et Colin Cassady (avec Carmella) | Tag Team match pour les NXT Tag Team Championship                  | 8:50  |
| 5                                                                                         | Sasha Banks (c) bat Becky Lynch par soumission                                                 | Match simple pour le NXT Women's Championship                      | 15:33 |
| 6                                                                                         | Kevin Owens (c) contre Sami Zayn se termine en match nul                                       | Match simple pour le NXT Championship                              | 13:00 |
| La lettre C placée entre parenthèses désigne la personne ou l’équipe championne en titre. |                                                                                                |                                                                    |       |